# East Acomb
East Acomb var en civil parish fram till 1887 när den uppgick i civil parish Bywell, i grevskapet Northumberland i England. Civil parish var belägen 7 km från Corbridge och hade 56 invånare år 1881.